# Soupir
Soupir é uma comuna francesa na região administrativa de Altos da França, no departamento de Aisne. Estende-se por uma área de 10,2 km². Em 2010 a comuna tinha 276 habitantes (densidade: 27,1 hab./km²).